# Подглядывающий (фильм, 1994)
«Подглядывающий» (итал. L' Uomo Che Guarda; другое название — «Человек, который смотрит») — эротическая драма Тинто Брасса, снятая на основе романа Альберто Моравиа «Подглядывающий». Фильм стал своеобразным негласным манифестом Тинто Брасса в середине 1990-х годов.
Этот фильм, как и многие другие фильмы Тинто Брасса, снят крайне реалистично, в нём присутствуют откровенные эротические сцены. На этот раз режиссёр пытается раскрыть природу страсти и желания людей, выявить связь различных чувств и эмоций.
Главные роли в фильме исполнили Катарина Василисса, Франческо Казале и Франко Бранчиароли. Премьера фильма состоялась 27 января 1994 года в Италии.

## Сюжет
Эдуардо по прозвищу Додо — молодой преподаватель литературы в одном из университетов Рима. Эдуардо впадает в состояние депрессии — он подозревает, что его потрясающе красивая молодая жена Сильвия с кем-то ему изменяет. Для того, чтобы избавиться от душевных страданий, Эдуардо постоянно декламирует стихи Бодлера. Эдуардо также общается со своей любимой студенткой и красавицей Паскази, но и это ему не помогает.
Прогуливаясь по пляжу, Эдуардо встречает нищего оборванца и беседует с ним о своей проблеме. Незнакомец говорит ему: «Не старайся всё узнать о своей жене. Часто ложь помогает удерживать семейные узы, а правда разрушает брак». Эдуардо же отвечает ему строками Бодлера: «Как глуп бывает человек, отождествляя честь с любовью».
У Эдуардо есть отец Альберто, который серьёзно болен и с трудом передвигается. За отцом ухаживает медсестра. Сын навещает своего отца и выясняется, что отец оказывается тем самым любовником Сильвии, о котором хотел узнать Эдуардо. Теперь сын с отцом пытаются разрешить сложившуюся щепетильную ситуацию.

## В ролях
- Главные роли
  - Катарина Василисса — Сильвия
  - Франческо Казале — Додо
  - Франко Бранчиароли — Альберто
  - Раффаэлла Оффидани — Паскази
  - Кристина Гаравалья — Фауста
- Второстепенные роли
  - Антонио Салинес — доктор
  - Мартина Брошар (Martine Brochard) — графиня
  - Тед Русофф
  - Габри Креа
  - Эрика Савастани
  - Элеонора де Грасси
  - Мария ля Роза
  - Паоло Мурано
  - Маттео
  - Лулу
  - Тинто Брасс — профессор, подглядывающий (нет в титрах)

## Издание фильма в России
В России фильм выпускался вначале на видеокассетах, а затем на DVD. Дистрибьютором продаж этого фильма в России является компания «Союз Видео».